# Uczony przy pulpicie
Uczony przy pulpicie lub Ojciec żydowskiej narzeczonej – obraz Rembrandta Harmenszoona van Rijna namalowany w 1641. Przykład barokowego malarstwa portretowego, zawierającego również wątek rodzajowy. Dzieło związane było z kolekcją króla Stanisława II Augusta, a następnie z rodziną Lanckorońskich, której przedstawicielka, Karolina Lanckorońska, ofiarowała obraz Zamkowi Królewskiemu w Warszawie, w którego zbiorach znajduje się do dziś.

## Opis
Obraz przedstawia mężczyznę w podeszłym wieku, w popiersiu en trois quarts. Jest on zajęty pisaniem księgi, która leży na drewnianym pulpicie. Postać ma twarz o wysokim czole, dużych ciemnych oczach, mocno ukośnych łukach brwiowych, gęstym siwym zaroście i lekko zaznaczonych zmarszczkach. W prawej dłoni trzyma pióro. Ubrany jest w gruby brunatny płaszcz, głowę ma nakrytą czapką charakterystyczną dla Żydów w XVII-wiecznej Holandii. Na szyi ma zawieszony złocony łańcuch. Obraz utrzymany jest w brunatnych tonacjach. Znaczną jego część (z przewagą w górnej partii) wypełnia tło, lekko oświetlone u dołu. Strumienie światła oświetlają trzy miejsca: stronice księgi, twarz i częściowo dłoń, naszyjnik i pióro.
Obraz ten, podobnie jak Dziewczyna w ramie obrazu, był przedmiotem dyskusji wśród historyków sztuki. W XVIII stuleciu oba dzieła uchodziły za dzieła Rembrandta. Wraz z rozwojem nauki, zwłaszcza od schyłku XIX wieku do okresu II wojny światowej, stanowił przedmiot licznych publikacji, w tym również w pracach o charakterze inwentaryzacyjnym i katalogach, ujmujących całe oeuvre Rembrandta (między innymi w ośmiotomowym korpusie pióra Wilhelma von Bode i w publikacji Abrahama Brediusa).
Od czasu II wojny światowej obraz był uważany za zaginiony, a jego wygląd poświadczały tylko archiwalne reprodukcje. Wątpliwości co do autorstwa Rembrandta po raz pierwszy wysunął Horst Gerson w 1969 roku; w ślad za nim poszli także polscy badacze. Ze względu na swoją niedostępność obrazy Uczony przy pulpicie i Dziewczyna w ramie obrazu nie zostały uwzględnione w wydanym w roku 1989 przez badaczy z projektu naukowego Rembrandt Research Project A Corpus of Rembrandt Paintings – Volume III, ujmującym dzieła Rembrandta z lat 1635–1642. Po przekazaniu w 1994 roku obu dzieł Zamkowi Królewskiemu przez Karolinę Lanckorońską, stały się one przedmiotem badań rembrandtologów z Rembrandt Research Project pod egidą historyka sztuki, profesora Ernsta van de Weteringa z Amsterdamu i kierownika pracowni konserwacji Rijksmuseum w Amsterdamie Martina Bijla. W lutym 2006 roku ostatecznie przypisano autorstwo Uczonego przy pulpicie samemu Rembrandtowi. Tytułowa postać jest prawdopodobnie ojcem kobiety, uwiecznionej przez Rembrandta i znanej z obrazu pod tytułem Dziewczyna w ramie obrazu.
Jest jednym z trzech obrazów Rembrandta znajdujących się w polskich zbiorach (dwa pozostałe to Dziewczyna w ramie obrazu oraz Krajobraz z miłosiernym Samarytaninem).